# Lidia Korsakówna
Lidia Korsakówna (Baránavichi, 17 de enero de 1934 – Konstancin-Jeziorna, 6 de agosto de 2013) fue una actriz de cine y teatro polaca.

## Biografía
Lidia Korsakówna nació en Baránavichi en Polonia. Después de la Segunda Guerra Mundial, se instaló con sus padre en Wałbrzych. En la década de los 50, entró en el conjunto nacional de canto y baile Mazowsze (con Irena Santor, entre otros). Entre 1953 y 1954, actuó en el Teatro Satírico de Katowice, a partir de 1955, se introdujo en el Théâtre Syrena de Varsovia. En 1960, pasó un examen de actriz. Se retiró en 1987.
El 16 de junio de 2011, El Consejo de la Capital de Varsovia otorgó a la actriz el título de Ciudadana Honoraria de Varsovia.
Después de 1963, se casó con el también actor Kazimierz Brusikiewicz (1926-1989), cuya hija es la también actriz Lucyna Brusikiewicz.
Lidia Korsakówna est murió en Skolimowo a la edad de 79 años.

## Condecoraciones
- Cruz de Mérito de Polonia (1970)
- Orden Polonia Restituta (1979)
- Zasłużony Działacz Kultury (1984)
- Medalla del 40.º Aniversario de la Polonia Popular (1985)
- Medalla al Mérito Cultural «Gloria Artis» (2011)